# Xiana Arias
Xiana Arias Rego (n. Fonsagrada, Lugo, 1983) es una poeta, animadora, y periodista española.

## Trayectoria
Posee una Licenciatura en Ciencias de la Comunicación por la USC, y actualmente trabaja como periodista, redactora, y locutora en el Diario Cultural de la Radio Galega. Su primer poemario: Ortigas, fue ganador del Premio de poesía Pérez Parallé en el año 2006.
Realiza colaboraciones en la revista Xistral, y en la publicación Pirata en apoyo al Cineclub de Compostela, donde a su vez publicó la serie Cleo de dez a doce.
En el año 2009, con motivo de la celebración del Día das Letras Galegas, participó en el Proyecto de acción poética "A Revolta das Letras" en Santiago de Compostela.

## Obras
- 2007. Ortigas. Espiral Maior. Volumen 180 de Espiral Maior poesía. Ilustrado por Xosé Carlos Hidalgo. 72 pp. ISBN 84-96475-51-4
- 2009. Acusación. Galaxia, ISBN 84-9865-244-8[2] en línea
- Grial 187. Editor	Editorial Galaxia